# Józef Stanisław Kurzeniecki
Józef Stanisław Kurzeniecki (Kurzeniewski) herbu Bogoria odmienna (ur. w 1681 roku – zm. 20 września 1781 roku) – marszałek piński w latach 1773–1781, chorąży piński w latach 1752–1773, sędzia grodzki piński w latach 1735–1752, podczaszy piński w latach 1731–1752.
Już w 1744 roku żonaty był z Heleną Plaskowską. Miał z nią synów: Franciszka Józefa, Michała, Ignacego, Wiktora oraz córki Annę i Teresę.
Poseł powiatu pińskiego na sejm konwokacyjny 1733 roku. Był członkiem konfederacji generalnej zawiązanej 27 kwietnia 1733 roku na tym sejmie. 
Poseł na sejm 1752 roku z powiatu pińskiego.
Był elektorem Stanisława Augusta Poniatowskiego w 1764 roku z województwa brzeskolitewskiego, jako deputat podpisał jego pacta conventa. 
Wielokrotny poseł na Sejm. 8 września 1774 roku został kawalerem Orderu Świętego Stanisława.